# 利文斯顿 (南卡罗来纳州)
利文斯顿（英語：Livingston），是美国南卡罗来纳州下属的一座城市。城市类型是“Town”。其面积大约为0.82平方英里（2.11平方公里）。根据2010年美国人口普查，该市有人口136人，人口密度约为每平方 英里166.87人（约合每平方公里64.43人）。